# آن مايرز
آن مايرز (بالإنجليزية: Ann Meyers) مواليد 26 مارس 1955 في سان دييغو، هي لاعبة كرة سلة أمريكية سابقة بدأت مسيرتها الاحترافية في سنة 1978. وحملت الرقم 15. يبلغ طولها 5 قدم 9 بوصة (1.8 م). شاركت في دورة الألعاب الأولمبية الصيفية سنة 1976. حققت المركز الأول في دورة الألعاب الأمريكية 1975. اعتزلت اللعب في 1981. دخلت قاعة نايسميث التذكارية لمشاهير كرة السلة.

## الميداليات
| الميدالية | المسابقة                           |
| --------- | ---------------------------------- |
| ذهبية     | دورة الألعاب الأمريكية 1975        |
| فضية      | دورة الألعاب الأمريكية 1979        |
| فضية      | الألعاب الأولمبية الصيفية 1976     |
| فضية      | الألعاب الجامعية الصيفية 1977      |
| ذهبية     | كأس العالم لكرة السلة للسيدات 1979 |

## روابط خارجية
- آن مايرز على موقع الاتحاد الدولي لكرة السلة (الإنجليزية)
- آن مايرز على موقع بروبوليرز (الإنجليزية)
- آن مايرز على موقع قاعة مشاهير كرة السلة للسيدات (الإنجليزية)
- آن مايرز على موقع سبورتس رفرنس (الإنجليزية)
- آن مايرز على موقع أوليمبيديا (الإنجليزية)
- آن مايرز على موقع قاعة كاليفورنيا للمشاهير الرياضية (الإنجليزية)